# 持田真樹
持田 真樹（もちだ まき、1975年〈昭和50年〉1月11日 - ）は、日本の女優、歌手。元桜っ子クラブさくら組メンバー。
千葉県出身。スターダストプロモーション所属。血液型O型。既婚。

## 略歴
中学2年生の頃に原宿でスカウトされ、1989年に芸能界入り。
1991年（平成3年）からテレビ朝日系のバラエティ番組『桜っ子クラブ』にレギュラー出演し、桜っ子クラブさくら組のメンバーとしてCDデビュー。
1992年（平成4年）、ビクター「甲子園」ポスターで注目を集め、1993年（平成5年）1月からTBS系で放送された『高校教師』で主人公の親友・相沢直子役を演じ、余りにもハードな役と衝撃的なシーンが話題を呼んだ。その後も「直子」と呼ばれることがあったという。
私生活では、2012年8月末に40代の会社経営者の男性と結婚、同年9月29日に公表した。2013年3月4日に第1子妊娠を発表し、同年7月15日に女児を出産。2016年9月16日には第2子女児を出産。

## 人物
- 名前は、漢字が異なるが千葉県の木「イヌマキ」から取った。
- 4歳上の姉1人と弟1人がいる。
- スクーバダイビングに興味を持ち、ダイバー株式会社発行の『月刊ダイバー』に度々登場している。
- 読書が好きでの宮尾登美子小説のファン。子供のころは図鑑を見るのが好きで、象が好きだった[5]。
- 「Best Diver Award」を2009年（平成21年）に受賞した。

## エピソード
- 芸能界への憧れもあったのでスカウトされれば家族に相談し、両親は半信半疑で特に反対はなかったが、姉に「あんたには無理」と言われたのが悔しくなって「絶対芸能界に入ってやる」と決意。姉は長続きしないと思っていたようだが、「あの姉の言葉がなかったらここまで続かなかった」と思っている[6]。
- デビュー当時、『真樹』が男っぽい名前で、アイドルとしての活動の障壁になると考えていたことから本名で活動するかどうか悩み、事務所スタッフが芸名を付けようかと真剣に考えていた。しかし、持田の意思により『本名』で活動することを決めたという[7]。
- デビュー当時から肌の露出が極端に少なく、写真集でも水着を着用した写真は無い[要出典]。
- 「高校教師」出演のきっかけは前年夏頃に行われたオーディションで、本人には学園ものという以外、ドラマの内容を知らされていなかった。役として参考にしたモデルはときめきトゥナイトの江藤蘭世である[8]。
- α-STATION『MAGICAL STREAM』水曜日担当時には、番組担当1周年とリニューアルを記念して『M2*PRESS』が毎月1回発行され、リスナーは持田の番組宛に番組感想などを書いた手紙を出すと、全員に『M2*PRESS』が封書にて送られてきた。投稿が採用されたリスナーには、ノベルティグッズとして、非売品の持田真樹ポストカードが送られてきた。『Magical Stream』はα-STATIONでしか放送しておらず、熱心な持田真樹ファンはα-STATIONの受信エリア外からも番組宛に手紙を送っていた。だが、1996年（平成8年）9月25日放送を最後に持田が番組を降板し、『M2*PRESS』はわずか5号で終了した。
- 1999年、朝日放送で放送された番組『サンタの街に行って来た！』にて、スカンジナビア半島を訪れ、オーロラを観ることに成功している。
- 2006年（平成18年）9月4日放送の『芸恋リアル』（読売テレビ）において、ほっしゃん。に告白されたが、断った。

## 出演

### テレビドラマ
- 美少女仮面ポワトリン#23、#24（1990年、フジテレビ、東映）
- 獄門島（1990年、フジテレビ）
- 霊感商法株式会社
- 悶絶!学園七不思議（1991年、関西テレビ）
- 高校教師（1993年、TBS） - 相沢直子 役
- もうひとつのJリーグ（1993年、日本テレビ）
- お父さんは心配症（1994年、テレビ朝日） - 佐々木典子 役
- 青春の影（1994年、テレビ朝日） - 天野舞衣 役
- 八神くんの家庭の事情 （1994年、テレビ朝日） - 五十里真幸 役
- SMAPのがんばりましょう「Naked Banana」（1995年、フジテレビ）
- 君は時のかなたへ（1995年9月18日、テレビ朝日） - 北条薫 役
- 龍-RON-（1995年、NHK衛星第二） - 田鶴てい 役
- 明日はだいじょうぶ（1996年、フジテレビ） - 佐藤珠子 役
- 大往生（1996年、NHK BS2） - 中山奈々実 役
- 新・木曜の怪談「MMR未確認飛行物体SP ノストラダムスの大予言」（1996年、フジテレビ）
- 風光る剣 -八嶽党秘聞-（1997年、NHK正月時代劇）
- いとしの未来ちゃん#7（1997年、テレビ朝日）
- 世紀末の詩#8（1998年、日本テレビ） - 影山睦美 役
- ボーダー 犯罪心理捜査ファイル#7（1999年、よみうりテレビ）
- J家の反乱（1999年、朝日放送）
- はみだし刑事情熱系3 #24（1999年、テレビ朝日）
- 怒れ!求馬II（1999年、TBS/C.A.L/東映太秦映像） - お景 役
- 大江戸を駈ける!（2000年、TBS/C.A.L/東映太秦映像） - 志乃 役
- たのしい幼稚園（2001年、TBS）
- 火曜サスペンス劇場（日本テレビ）
  - 「警部補 佃次郎 16女の賭け」（2002年11月12日） - 柴真琴 役
  - 「弁護士・朝日岳之助 19死亡時刻の罠」（2003年5月20日） - 谷口宏美 役
- 女将になります!（2003年、NHK総合） - 木下さえ 役
- 恋する日曜日〜Flame〜（2003年、BS-i）
- 月曜ミステリー劇場（TBS）
  - 「カードGメン・小早川茜8」（2005年） - 川島由香里 役
- 土曜ワイド劇場（テレビ朝日）
  - 「法医学教室の事件ファイル21」 (2005年) - 田村麻里 役
- 水戸黄門（TBS/C.A.L）
  - 水戸黄門第34部 第9話「お娟の身代り見合い・盛岡」（2005年3月7日） - お園 役
  - 水戸黄門第39部 第9話「猫だけが知っていた・伊万里」（2008年12月8日） - 佐賀藩主側室・初音 役
  - 水戸黄門第42部 第15話「内蔵助殿、助太刀致す・赤穂」（2011年1月31日） - おゆき 役
- 小早川伸木の恋#1（2006年、フジテレビ）
- 水曜ミステリー9（テレビ東京）
  - 密会の宿(6)（2007年9月9日/BSジャパン、9月12日/テレビ東京）
- 大好き!五つ子2008（2008年、TBS） - 河野真理子 役
- 愛の劇場最終シリーズ 大好き!五つ子（2009年、TBS） - 河野真理子 役
- 赤かぶ検事京都篇#2（2010年、TBS） - 藤川由貴子 役
- 金曜プレステージ（フジテレビ）
  - 赤い霊柩車シリーズ 28「漆黒の記憶」（2011年10月7日） - 山城麻里子 役

### バラエティ
- 桜っ子クラブ

番組出演はそれ以外にも多数あり。

### テレビアニメ・劇場版アニメ
- 花より男子（牧野つくし）

### 映画
- すももももも
- 難波金融伝・ミナミの帝王劇場版partXV
- 野良犬 (映画)

### 舞台
- 魔女の宅急便（ミュージカル）（1996年） - キキ 役
- 四谷怪談（2001年）
- ライアー・ガール（2002年）
- 法王庁の避妊法（2003年）
- バット男（2004年）
- 恋愛ホテル（2005年）
- 白夜の女騎士（2006年）
- 嗚呼、田原坂（2010年） - 伊予 役

### CM
- 西武百貨店ポスター
- エニックス「ドラゴンクエストIV 導かれし者たち」
- エスビー食品「5/8チップ」
- 味の素「おべんとふりかけ」
- ロート製薬「ラブメタシン」
- ミヤタ自転車
- ビクター「甲子園」ポスター
- ニッポンハム「カロリーソフト」
- CASIO「ネームランド」
- 森永製菓「チョコアップぬ〜ぼ〜」
- 森永製菓「クレープ屋さん」
- 森永乳業「サンキストレモンウォーター」
- ベネッセ「進研ゼミ中学講座」
- 運輸省「自賠責保険」ポスター
- 国民金融公庫ポスター
- 大正製薬「アイリスCL1」
- 大正製薬「アイリスCL1ネオ」
- 日本リーバ「サロンセレクティブ」

### ラジオ
- α-STATION 「Gift Of The Heart」
- α-STATION「Magical Stream」水曜日担当

### その他
- Angeloのセカンドシングル「WINTER MOON」MV
- ナイトメアのシングル「このは」c/w「cloudy days」のMV

## ディスコグラフィー

### シングル
1. そのままでいいわ～フィールドの砂～　（1993年2月24日発売）
（c/w）　恋人みたいじゃなくても
2. ほほえみだけじゃ見えない　（1993年7月21日発売）
（c/w）　きっと…
3. 君を見ていたい　（1994年9月7日発売）
（c/w）　幸せの地図
4. いつだって いつだって　（1995年2月22日発売）
（c/w）　8分目の教訓／ひとりごと
5. あなたの勇気になりたい　（1995年9月6日発売）
（c/w）　いちばん好きだと言えたら
6. 会いたい気持ちでずっと　（1996年3月23日発売）
（c/w）　ふたりの距離
7. 旅立ちの唄　（1996年5月22日発売）
（c/w）　秋は淋しい
8. Tears 〜愛しさ溢れて〜　（1997年6月21日発売）
（c/w）　水に抱かれて
9. 抱きしめたい　（1997年12月17日発売）
（c/w）　抱きしめたい ～SWEET & DUB MIX

### アルバム
1. 春・夏・秋・冬　（1995年3月24日発売）
  1. 白い羽
  2. Beads of tears　『人魚の傷（OVA）』EDテーマ
  3. いつだって　いつだって
  4. 忘れてあげない
  5. そのままでいいわ ～フィールドの砂～
  6. Feerie～奇跡はおこるのよ
  7. ほほえみだけじゃない
  8. ポプラの木の下で
  9. 君を見ていたい
  10. 8分目の教訓
  11. Birthday
  12. 幸せの地図
2. 明日の色　（1995年10月21日発売）
  1. 悲しみなんて
  2. あなたの勇気になりたい
  3. さ・か・な
  4. THANK YOU
  5. 砂に消えてく夏
  6. 想い出にまけないほど
  7. Afternoon Tea
  8. やさしいね
  9. 流星のノクターン
  10. 季節のクローゼット
  11. わたしらしく
3. 持田真樹コレクション　（2004年2月21日発売／2012年11月21日再発）
  1. そのままでいいわ ～フィールドの砂～
  2. 恋人みたいじゃなくても
  3. ほほえみだけじゃ見えない
  4. きっと・・・
  5. 君を見ていたい
  6. 幸せの地図
  7. いつだっていつだって
  8. 8分目の教訓
  9. あなたの勇気になりたい
  10. いちばん好きだと言えたら
  11. 会いたい気持ちでずっと
  12. ふたりの距離
  13. 旅立ちの唄
  14. Tears ～愛しさ溢れて～
  15. 水に抱かれて
  16. わたしらしく

## 写真集
- Cherry Pie—桜っ子クラブさくら組メモリアル写真集
- イーハトーヴ 銀河鉄道ひとり旅
- 月刊持田真樹（新潮社）